# Gorogyecsnói csata
A gorogyecsnói csata (más neveken podobnai/poddubjei csata) 1812. július 31-én zajlott le az oroszországi Gorogyecsnónál, Kobrin város mellett, Grodnói kormányzóságban (ma - Pruzsanyi járás, Breszti terület) a Tormaszov vezette orosz, valamint a Schwarzenberg herceg vezette a francia és a velük szövetségbe kényszerített osztrák és szász erők között. A túlerőben lévő osztrákok elől az oroszok kisebb csatározással visszavonultak.
A harmadik orosz hadsereg kb. 18 ezer fővel Tormaszov tábornok vezetésével a kobrini győzelem után a közel negyvenezer fős osztrák és szász erőkkel került szembe Gorogyecsnónál. Az osztrák sereg katonái közül nem volt mindenki német nemzetiségű, nagyon sok magyar, román, szlovák, szerb, morva, valamint cseh is vívott közelharcot orosz katonák ellen. Az oroszok állásaikat egy nehéz terepen vették fel, a Muhovec folyó mocsaras, csak gátakon keresztül  megközelíthető részéhez helyezték el a jobb szárnyukat. A bal szárny járhatatlan erdők között feküdt, ők ellenőrizték a Kobrinba vezető utat. Schwarzenberg herceg a bal szárny ellen próbálkozott támadással, Tormaszov erre ide összpontosította az erőit. Minden harc ezen az oldalon zajlott, hiába voltak az osztrákok fölényben, az orosz tábornok tartotta állásait. Éjszaka aztán, tartva a megsemmisítés veszélyétől, visszahátrált Kobrinba.

## Fordítás
- Ez a szócikk részben vagy egészben  a(z)   Сражение под Городечно című orosz Wikipédia-szócikk fordításán alapul.  Az eredeti cikk szerkesztőit annak laptörténete sorolja fel. Ez a jelzés csupán a megfogalmazás eredetét és a szerzői jogokat jelzi, nem szolgál a cikkben szereplő információk forrásmegjelöléseként.